# Test til påvisning af malariaantigen
Malaria-antigendetektionstests er en gruppe kommercielt tilgængelige hurtige diagnostiske test af typen hurtig antigentest, som gør det muligt for personer, der ikke på anden måde har erfaring med traditionelle laboratorieteknikker til diagnosticering af malaria, eller i situationer, hvor der ikke er adgang til sådant udstyr, hurtigt at diagnosticere malaria. Der findes i øjeblikket over 20 sådanne test i handelen (WHO's produkttests 2008). Det første malariaantigen, der egnede sig som mål for en sådan test, var et opløseligt glykolytisk enzym, glutamatdehydrogenase. Ingen af de hurtige test er på nuværende tidspunkt så følsomme som en tyk blodfilm og heller ikke så billige. En stor ulempe ved anvendelsen af alle de nuværende dipstickmetoder er, at resultatet i det væsentlige er kvalitativt. I mange endemiske områder i det tropiske Afrika er det imidlertid vigtigt at foretage en kvantitativ vurdering af parasitæmi, da en stor procentdel af befolkningen vil reagere positivt på enhver kvalitativ test.

## Antigenbaserede malariasnellediagnostiske test
Malaria er en sygdom, der kan helbredes, hvis patienterne har adgang til tidlig diagnose og hurtig behandling. Antigenbaserede hurtige diagnostiske test (RDT'er) spiller en vigtig rolle i udkanten af sundhedstjenesternes kapacitet, fordi mange klinikker i landdistrikterne ikke har mulighed for at diagnosticere malaria på stedet på grund af mangel på mikroskoper og uddannede teknikere til at vurdere blodfilm. I regioner, hvor sygdommen ikke er endemisk, har laboratorieteknologer desuden meget begrænset erfaring med at påvise og identificere malariaparasitter. Et stadigt stigende antal rejsende fra tempererede områder besøger hvert år tropiske lande, og mange af dem vender tilbage med en malariainfektion. RDT-testene betragtes stadig som et supplement til konventionel mikroskopi, men med visse forbedringer kan de meget vel erstatte mikroskopet. Testene er enkle, og proceduren kan udføres på stedet under feltforhold. Disse test anvender fingerstik eller veneblod, den færdige test tager i alt 15-20 minutter, og der er ikke behov for et laboratorium. Påvisningstærsklen for disse hurtige diagnostiske test ligger på omkring 100 parasitter/µl blod sammenlignet med 5 ved tykfilmsmikroskopi.

### pGluDH
Plasmodium glutamatdehydrogenase (pGluDH) udfældet af antistoffer fra værten
En nøjagtig diagnose bliver stadig vigtigere i betragtning af den stigende resistens hos Plasmodium falciparum og den høje pris på alternativer til chloroquin. Enzymet pGluDH forekommer ikke i værtens røde blodlegemer og blev anbefalet som et markørenzym for Plasmodium-arter af Picard-Maureau et al. i 1975. Malariamarkerenzymtesten er egnet til rutinearbejde og er nu en standardtest på de fleste afdelinger, der beskæftiger sig med malaria. Det er kendt, at tilstedeværelsen af pGluDH repræsenterer parasittens levedygtighed, og en hurtig diagnostisk test, der anvender pGluDH som antigen, vil kunne skelne levende fra døde organismer. En komplet RDT med pGluDH som antigen er blevet udviklet i Kina og er nu ved at blive afprøvet klinisk. GluDH'er er allestedsnærværende enzymer, som udgør et vigtigt forgreningssted mellem kulstof- og kvælstofmetabolismen. Både nicotinamid-adenin-dinukleotid (NAD) [EC 1.4.1.2] og nicotinamid-adenin-dinukleotidfosfat (NADP) afhængige GluDH-enzymer [EC 1.4.1.4] findes i Plasmodia; det NAD-afhængige GluDH er relativt ustabilt og er ikke anvendeligt til diagnostiske formål. Glutamatdehydrogenase leverer en oxiderbar kulstofkilde, der anvendes til produktion af energi, samt en reduceret elektronbærer, NADH. Glutamat er en vigtig aminodonor til andre aminosyrer i efterfølgende transaminationsreaktioner. Glutamats mange roller i kvælstofbalancen gør det til en gateway mellem fri ammoniak og aminogrupperne i de fleste aminosyrer. Dens krystalstruktur er offentliggjort. GluDH-aktiviteten i P.vivax, P.ovale og P. malariae er aldrig blevet testet, men i betragtning af GluDH's betydning som et forgreningsenzym må alle celler have en høj koncentration af GluDH. Det er velkendt, at enzymer med en høj molekylvægt (som GluDH) har mange isozymer, hvilket gør det muligt at differentiere stammerne (hvis det rigtige monoklonale antistof anvendes). Værten producerer antistoffer mod det parasitære enzym, der viser en lav sekvensidentitet.

### Histidinrigt protein II
Det histidinrige protein II (HRP II) er et histidin- og alaninrigt, vandopløseligt protein, som er lokaliseret i flere cellekompartmenter, herunder parasittens cytoplasma. Antigenet udtrykkes kun af P. falciparum trophozoitter. HRP II fra P. falciparum er blevet impliceret i biokrystalliseringen af hemozoin, en inaktiv, krystallinsk form af ferriprotoporphyrin IX (Fe(3+)-PPIX), der produceres af parasitten. En betydelig mængde HRP II udskilles af parasitten i værtens blodkredsløb, og antigenet kan påvises i erytrocytter, serum, plasma, cerebrospinalvæske og endog urin som et udskilt vandopløseligt protein. Disse antigener forbliver i det cirkulerende blod, efter at parasitæmien er forsvundet eller er blevet stærkt reduceret. Der går normalt ca. to uger efter en vellykket behandling, før HRP2-baserede tests bliver negative, men det kan tage helt op til en måned, hvilket gør dem mindre værdifulde til påvisning af aktiv infektion. Der er rapporteret om falske positive dipstick-resultater hos patienter med reumatoid-faktor-positiv reumatoid arthritis. Da HRP-2 kun udtrykkes af P. falciparum, vil disse test give negative resultater med prøver, der kun indeholder P. vivax, P. ovale eller P. malariae; mange tilfælde af ikke-falciparum-malaria kan derfor fejldiagnosticeres som malarianegative (nogle P.falciparum-stammer har heller ikke HRP II). Variabiliteten i resultaterne af PHRP2-baserede RDT'er hænger sammen med variabiliteten i målantigenet.

### pLDH
P. falciparum laktatdehydrogenase (PfLDH) er en 33 kDa oxidoreduktase [EC 1.1.1.1.27]. Det er det sidste enzym i den glykolytiske vej, det er afgørende for ATP-generering og et af de enzymer, der udtrykkes mest hyppigt af P. falciparum. Plasmodium LDH (pLDH) fra P. vivax, P. malariae og P. ovale) udviser 90-92 % identitet med PfLDH fra P. falciparum. pLDH-niveauerne er blevet set at falde i blodet hurtigere efter behandling end HRP2. I denne henseende svarer pLDH til pGluDH. Ikke desto mindre er de kinetiske egenskaber og følsomheden over for inhibitorer, der er rettet mod cofaktorbindingsstedet, meget forskellige og kan identificeres ved at måle dissociationskonstanter for inhibitorer, der varierer op til 21 gange.

### pAldo
Fructose-bisphosphat-aldolase [EC 4.1.2.13] katalyserer en nøglereaktion i glykolysen og energiproduktionen og produceres af alle fire arter. P.falciparum-aldolase er et 41 kDa-protein og har 61-68 % sekvenslighed med kendte eukaryote aldolaser. Dens krystalstruktur er blevet offentliggjort. Tilstedeværelsen af antistoffer mod p41 i sera fra voksne mennesker, der er delvist immune over for malaria, tyder på, at p41 er involveret i det beskyttende immunforsvar mod parasitten.